# David Zé
David Zé, de nome completo David Gabriel José Ferreira (Cacuaco, 23 de agosto de 1944 — Luanda 27 de maio de 1977) foi um dos grandes músicos da história angolana.

## Biografia
David Gabriel José Ferreira, mais conhecido por David Zé, nasceu a 23 de agosto de 1944, em Quifangondo, no município de Cacuaco, na província de Luanda. Era filho de Gabriel José Ferreira e de Carolina José Afonso ambos coristas da Igreja Metodista. Frequentou o ensino primário e o secundário na província do Cuanza Norte.
Casou-se com Maria Trindade, em novembro de 1976, na Ilha de São Tomé, onde se encontrava a cumprir serviço militar pelas Forças Armadas Populares de Libertação de Angola. Teve quatro filhos, a saber: Miguel Gabriel Ferreira, Maria Carolina David Ferreira, Deolinda David Gabriel Ferreira e David Gabriel José Ferreira.
Iniciou a sua carreira artística em 1966. "Kadica Zé" foi o seu primeiro disco. Gravou um total de 14 singles e um LP em 1975, intitulado "Mutudi Ua Ufolo (Viúva da Liberdade).
Contemporâneo de Urbano de Castro, Artur Nunes e Dino Kapakupaku, outros três grandes da musica nacional angolana, David Zé era professor e fundidor.  Foi diretor musical do agrupamento Aliança FAPLA-POVO e foi incumbido pelo Presidente Agostinho Neto a assistir aos festejos das independências de Moçambique, São Tomé e Príncipe e Guiné-Bissau, onde interpretou a canção "Quem matou Amílcar Cabral".
David Zé, foi um dos músicos míticos da revolução angolana. Com letras dotadas de um conteúdo de carácter muito politizado, defendia nas suas canções as ideias nacionalistas do MPLA de Agostinho Neto. Morreu durante um dos períodos mais trágicos da história angolana, na repressão Estatal ao movimento fraccionista de 27 de maio de 1977 com apenas 32 anos de idade.

## Discografia
- 14 singles (1966 - 1977), CDA
- Mutudi Ua Ufolo, LP (1975), CDA